# Кремона (провинция)
Вижте пояснителната страница за други значения на Кремона.
Кремона (на италиански: Provincia di Cremona) е провинция в Италия, в региона Ломбардия.

## География
Площта ѝ е 1772 км², а населението – около 354 000 души (2007). Провинцията включва 113 общини, административен център е град Кремона.
Река По, която е най-дългата италианска река, е естествена граница със съседната провинция Пиаченца, докато река Ольо я отделя от провинция Бреша.
Провинцията заема централната част на равнината Падана и затова цялата ѝ територия е равна, без планини или хълмове. Пресича се само от няколко реки (като Серио и Ада) и изкуствени канали, повечето от които използвани за напояване.

## Административно деление
Провинцията се състои от 113 общини:
- Кремона
- Адзанело
- Акуанегра Кремонезе
- Анико
- Анядело
- Баньоло Кремаско
- Бонемерсе
- Бордолано
- Вайлате
- Ваяно Кремаско
- Весковато
- Волонго
- Волтидо
- Габионета-Бинануова
- Гадеско-Пиеве Делмона
- Гомбито
- Гронтардо
- Грумело Кремонезе ед Унити
- Гусола
- Деровере
- Джениволта
- Джере де' Каприоли
- Довера
- Идзано
- Изола Доварезе
- Казалбутано ед Унити
- Казале Кремаско-Видоласко
- Казалето Ваприо
- Казалето ди Сопра
- Казалето Чередано
- Казалмаджоре
- Казалморано
- Калватоне
- Камизано
- Кампаньола Кремаска
- Капела де' Пиченарди
- Капела Кантоне
- Каперняника
- Капралба
- Кастел Габиано
- Кастелверде
- Кастелвисконти
- Кастелдидоне
- Кастелеоне
- Киеве
- Корте де' Кортези кон Чиньоне
- Корте де' Фрати
- Кредера Рубиано
- Крема
- Кремозано
- Крота д'Ада
- Куинтано
- Куминяно сул Навильо
- Мадиняно
- Маланино
- Мартиняна ди По
- Монте Кремаско
- Монтодине
- Москадзано
- Мота Балуфи
- Олменета
- Остиано
- Офаненго
- Падерно Понкиели
- Палацо Пиняно
- Пандино
- Персико Дозимо
- Песина Кремонезе
- Пескароло ед Унити
- Пиадена Дрицона
- Пианенго
- Пиеве Сан Джакомо
- Пиеве д'Олми
- Пиераника
- Пицигетоне
- Поцальо ед Унити
- Ривароло дел Ре ед Унити
- Риволта д'Ада
- Рипалта Арпина
- Рипалта Гуерина
- Рипалта Кремаска
- Риченго
- Робеко д'Ольо
- Романенго
- Салвирола
- Сан Басано
- Сан Даниеле По
- Сан Джовани ин Кроче
- Сан Мартино дел Лаго
- Серняно
- Сесто ед Унити
- Скандолара Равара
- Скандолара Рипа д'Ольо
- Солароло Райнерио
- Сончино
- Сорезина
- Соспиро
- Спинадеско
- Спинеда
- Спино д'Ада
- Станьо Ломбардо
- Тиченго
- Торе де' Пиченарди
- Торичела дел Пицо
- Торлино Вимеркати
- Торната
- Трескоре Кремаско
- Триголо
- Фиеско
- Формигара
- Чела Дати
- Чиконьоло
- Чинджа де' Боти